# Barbara Kiereś
Barbara Kiereś (ur. 20 września 1953 w Lublinie) – polska pedagog, doktor habilitowany nauk społecznych, nauczyciel akademicki Katolickiego Uniwersytetu Lubelskiego Jana Pawła II.

## Życiorys
Studia na Wydziale Filozofii Chrześcijańskiej KUL w zakresie specjalizacji filozoficzno-psychologicznej ukończyła uzyskaniem tytułu magistra filozofii chrześcijańskiej. W 2002 roku uzyskała stopień doktora nauk humanistycznych w zakresie pedagogiki nadany uchwałą Rady Wydziału Nauk Społecznych KUL na podstawie rozprawy doktorskiej pt. Małżeństwo i rodzina jako spełnianie się człowieka - osoby. Studium pedagogiczne na kanwie dorobku F.W. Bednarskiego OP. 25 września 2014 roku na podstawie dorobku naukowego oraz monografii pt. Pedagogika personalistyczna i jej aspekty dydaktyczne uzyskała stopień naukowy doktora habilitowanego nauk społecznych w dyscyplinie pedagogika nadany uchwałą Rady Wydziału Pedagogicznego Katolickiego Uniwersytetu w Rużomberku.
W 2021 została powołana w skład Rady Naukowej Instytutu Badań Edukacyjnych na lata 2021–2025.